# Pielus spinulosus
Pielus spinulosus är en nattsländeart som beskrevs av Navás 1935. Pielus spinulosus ingår i släktet Pielus och familjen husmasknattsländor. Inga underarter finns listade i Catalogue of Life.